# Astape denticollis
Astape denticollis är en bönsyrseart som beskrevs av Carl Stål 1877. Astape denticollis ingår i släktet Astape och familjen Thespidae. Inga underarter finns listade i Catalogue of Life.